# 史灌河
史灌河，中国河流名，上游称史河，古称决水，俗称沙河或大沙河。淮河一级支流，也是淮河南岸最大的支流和其主要的洪水来源之一。源出安徽省金寨县大别山北麓，向北流经霍邱县，于长江河汇流处进入河南省，并于固始县三河尖镇注入淮河。全长220公里，流域面积6720平方公里。

## 水文

### 流域范围
东邻淠河水系，西接白露河水系，南依大别山脉，北抵淮河，跨豫皖两省，并与湖北省隔岭为界。

### 干流

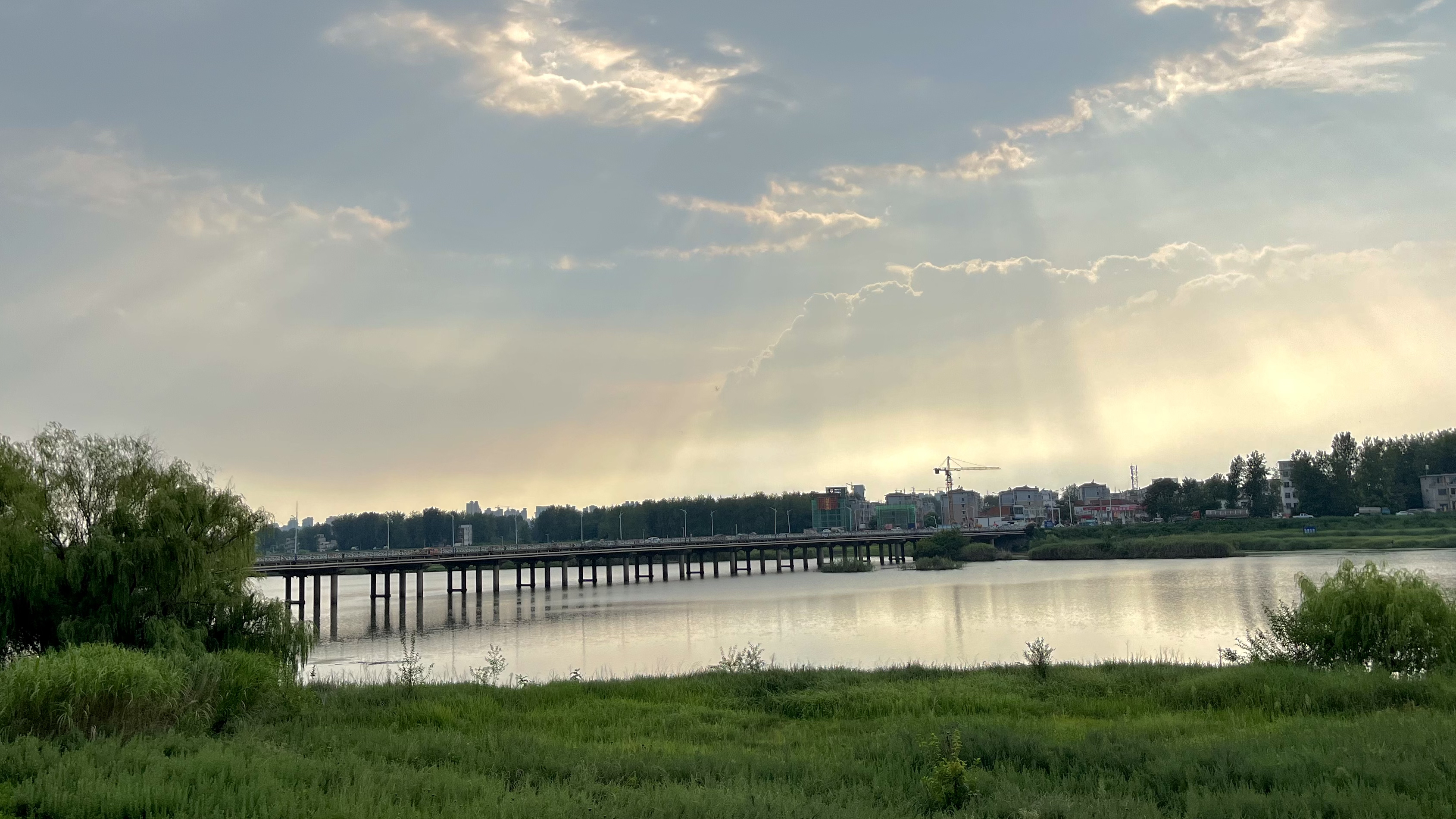
史河固始七一大桥河段

河道自源头起称牛山河，自梨花尖进入梅山水库库区，并始称史河。史河由长江河汇流处进入河南省，此后折向西北行，并于蒋集水文站纳最大支流灌河，始称史灌河。史灌河继续北行，于三河尖注入淮河。此处亦是河南省最低点。

### 支流
- 灌河：最大支流，源出河南省商城县云雾山，上游建有鲇鱼山水库。全长164km，流域面积1650km²。古时俗名讹称为浍水。[5]
- 长江河：河南省、安徽省界河，以长江河“贡鱼”闻名[6]。流域面积219km²。
- 羊行河：古称杨行密河，因源头山上有杨行密庙而得名。流域面积257km²。
- 急流涧河：流域面积264km²。
- 石槽河：流域面积670km²。
- 泉河：固始县泉河铺乡因之得名。

### 水库
史河、灌河上游分别建有梅山和鲇鱼山两座大型水库。
梅山水库是为响应毛泽东1951年“一定要把淮河修好”的指示，经周恩来亲自督办的重点工程，与响洪甸、佛子岭、磨子潭、龙河口等另外四座水库同时期建设，1956年建成。库区位于金寨县境内，坝高88.24米,全长443.5米。鲇鱼山水库始建于1970年3月，位于商城县境内，主坝长1475.6米，坝高38.5米。
两座水库均是中国国家水利风景区。

### 水质
根据《2010年河南省环境状况公报》，史灌河蒋集水文站断面水质为优或良；根据《2010年安徽省环境状况公报》，史河皖豫界断面水质为优。

## 堤防
河流左岸（西岸）自17公里以上、右岸（东岸）自34.5千米以上按十年一遇标准筑有堤防，但因地质条件不佳稳定性较差。

## 沿岸
沿岸人口密集，城镇众多，自上游起分布着金寨县城（老县城梅山镇、新县城江店镇）、六安市叶集区、固始县陈淋子镇、固始县城、固始县三河尖镇等较大的城镇。两岸分布有40余万亩耕地，史灌河干支流以及梅山、鲇鱼山两大水库形成的淠史杭、梅山、鲇鱼山三大灌区为当地农业生产提供水源保证。同时也是金寨、叶集、固始、商城等诸多城镇的饮用水源。

## 桥梁
- 七一大桥，因所在地沙河铺乡原名七一人民公社而得名，现作为312国道北线桥。
- 状元大桥，原名史河二桥，现作为312国道南线桥[11]。
- 桥沟史河大桥
- 宁西铁路桥
- 沪陕高速公路桥
- 史河湾漫水桥
- 张老埠漫水桥
- 黎集漫水桥

## 历史文化
史灌河古称决水，汉书云：“决水出庐江雩娄县南大别山，北入安丰县，又经蓼古城，与灌水入淮。”水经注卷三十二题名即是漻水、蕲水、决水、沘水、泄水、肥水、施水、沮水、漳水、夏水、羌水、涪水。而梁天监年间曾于今固始县一带置史水县。
- 现在固始县有一本名为《史河风》的杂志，主要刊登本地文学作品[12]。
- 现在合肥市、六安市、金寨县梅山镇、霍邱县叶集镇和固始县城关镇各有一条名为史河路的街道。